# Everest (Kansas)
Everest – miasto położone w hrabstwie Brown.